# Rhizoprionodon oligolinx
Rhizoprionodon oligolinx és una espècie de peix de la família dels carcarínids i de l'ordre dels carcariniformes.

## Morfologia
Les femelles poden assolir els 70 cm de longitud total.

## Distribució geogràfica
Es troba des del Golf Pèrsic fins a Tailàndia, Indonèsia, Xina, Japó, el Golf de Carpentària i Palau.